# 汉密尔顿·萨博
汉密尔顿·萨博（法語：Hamilton Sabot，1987年5月31日—），法国男子体操运动员。他曾代表法国参加2008年和2012年夏季奥林匹克运动会体操比赛，其中2012年奥运会获得一枚铜牌。